# Fons Mundial per a la Natura
El Fons Mundial per a la Natura (en anglès: World Wide Fund for Nature, World Wildlife Fund o WWF) és una organització de conservació global de l'ambient, investigació i de defensa ambiental. Aquesta associació té la seu a Gland (Suïssa), compta amb uns 5 milions de membres arreu del món i disposa d'una xarxa operacional en 96 països.

## Història
Amb l'arribada al zoològic de Londres del panda gegant (Ailuropoda melanoleuca) Chi-Chi el 1961, va començar la polèmica sobre la intervenció de l'home en la natura i les repercussions en l'extinció d'espècies com els ossos panda, en perill a causa de l'aniquilació dels boscos de canyes de bambú, promoguda pels colonitzadors occidentals, per evitar plagues de rates en cas de floració i gran producció de gra dels bambús, com succeí a Mizoram el 1959; en contradicció al pensament tradicional d'Orient en què es considera que l'any que floreix un bosc de bambú (segons l'espècie poden tardar desenes d'anys a florir) serà un any de progrés, sense passar gana, amb molt de gra emmagatzemat.
WWF fou fundada l'11 de setembre de 1961 a Morges, Suïssa, per Sir Julian Huxley (1887-1975), Sir Peter Markham Scott (1909-1989), Guy Mountfort (1905-2003) i Max Nicholson (1904-2003) sota el nom de World Wildlife Fund for Animals, per esdevenir el 1986 amb el nom actual arreu del planeta World Wide Fund for Nature (tot i que als Estats Units i el Canadà encara conserven el nom original). Adoptant com a logotip el mundialment reconegut panda, d'expressius ulls i pegats negres, inspirat pel panda Chi-Chi.

## Objectius
WWF es dedica a parar la degradació ambiental del planeta, i construir un futur en el qual els éssers humans visquin en harmonia amb la natura: 
- conservant al món diversitat biològica
- assegurant-se de l'ús sostenible dels recursos naturals
- promovent la reducció de contaminació i la consumició malbaratadora.

WWF treballa actualment en la conservació de tres biomes: boscos, ecosistemes d'aigua dolça, i oceans i costes. Aquests treballs de la conservació contenen la major part de la biodiversitat mundial, i proporcionen les mercaderies i els serveis ambientals dels quals tota la vida depèn en última instància.
WWF promou un acostament efectiu, basat en la ciència a la conservació, que se centra en sis aplicacions de la prioritat preocupació global: boscos, oceans i costes, aigua dolça, espècie en estat d'extinció, i les amenaces insidioses de productes químics tòxics i canvi climàtic. Per a cadascun d'aquestes edicions, WWF ha desenvolupat blancs mesurables, i té en funcionament més de 1.200 projectes d'estudi. Cada dos anys edita l'informe Planeta Viu.
El 1988 fou guardonat amb el Premi Príncep d'Astúries de la Concòrdia, juntament amb la Unió Internacional per la Conservació de la Natura.

## Presidents
- 1962 - 1976: Príncep Bernat dels Països Baixos
- 1976 - 1981: John H Loudon
- 1981 - 1996: Príncep Felip d'Edimburg
- 1996 - 1999: Syed Babar Ali
- 2000 - 2000: Ruud Lubbers
- 2000 - 2001: Sara Morrison
- 2001 - 2010: Emeka Anyaoku
- 2017 - actualitat: Abdula Al Abukar